# Bernd Mazagg
Bernd Mazagg (* 1977 in Bregenz) ist ein österreichischer Toningenieur und Tonmeister. Durch seine Arbeit bei der Synchron Stage Vienna arbeitete er an Blockbustern wie Inferno, Pacific Rim: Uprising, Ghost In The Shell und mit bekannten Filmmusikkomponisten wie Hans Zimmer, Harry Gregson-Williams, Bear McCreary und weiteren zusammen.
Er war maßgeblich an der Planung und Umsetzung des Baus der Synchron Stage Vienna beteiligt.

## Leben
Mazagg begann ursprünglich ein Studium der Physik und Astronomie an der Universität Wien, bevor er 1999 entschied, am SAE Institute in Wien „Audio Engineering“ zu studieren. Im Anschluss an seinen Abschluss im Jahr 2000 begann er bei der Vienna Symphonic Library zu arbeiten. Als „Chief Recording Engineer“ ist er dort verantwortlich die Aufnahmen orchestrale Sample-Libraries, die durch die Vienna Symphonic Library vertrieben werden. Als selbstständiger Tonmeister kann er zudem auf Live- und Studioproduktionen mit österreichischen Bands wie L’Âme Immortelle, Zweitfrau oder der italienischen Rockband Dope Stars Inc. zurückblicken.
Er ist regelmäßiger Gast bei Hollywood in Vienna und dem dazugehörigen „International Film Music Symposium Vienna“.
Mazagg lebt mit seiner Frau Verena und den gemeinsamen Kindern in Bad Vöslau.

### Planung der Synchron Stage Vienna
Im Jahr 2013 übernahm die Vienna Symphonic Library die historische, denkmalgeschützte „Synchronhalle“ auf dem Gelände der Rosenhügel-Filmstudios des Österreichischen Rundfunk und plante in Zusammenarbeit mit der renommierten Walters-Storyk Design Group sowie den Architekten Schneider + Schumacher den Umbau in eine moderne Musikproduktionsstätte. Als künftiger „Technical Director“ war Mazagg für die technische Planung, Konzeption und Umsetzung mitverantwortlich. Für den Akustikbau arbeitete er dabei mit der niederösterreichischen Firma Team-Löffler zusammen. Während die große Aufnahmehalle „Stage A“ ihrem Originalzustand näher gebracht wurde, wurde die kleine Aufnahmehalle „Stage B“ neu konzipiert. Die Monitoring-Lösung setzte Mazagg gemeinsam mit dem Berliner Unternehmen ADAM Audio um: In VSLs vorheriger Aufnahmehalle, der Silent Stage, verglich er unterschiedliche Lautsprecher miteinander. Als Schlagzeuger achtete er besonders darauf, wie die Geräte mit schnellen Transienten umgehen können. Die ADAM-Monitore überzeugten ihn dabei klar. Der renommierte US-Tontechniker Dennis S. Sands bestätigte diese Wahl:

“[...] The monitors are the best-sounding in-wall speakers I’ve heard in any facility, and they translate so well into other stages and mix rooms.”

„[...] Die Monitore sind die am besten klingenden In-Wall-Lautsprecher, die ich je in einer Produktionsstätte gehört habe, und sie lassen sich so gut in andere Bühnen und Mischräume übertragen.“

Für die Mischpulte beauftragte Mazagg das Unternehmen Solid State Logic: In beiden Control Rooms A und B ließ er die gleichen Pulte (SSL Duality δelta Pro Station Konsolen sowie SSL L500) einbauen, um mit Projekten nahtlos zwischen den Räumen wechseln zu können. Er entschied außerdem, mit welchen Mikrofonen die Synchron Stage Vienna ausgestattet wurde. Die von ihm erstellte Sammlung besteht mittlerweile aus mehr als 220 Mikrofone der Marken AEA, AKG, DPA, Flea, Neumann, Royer, Schoeps, Sennheiser und weiteren. Er sorgte außerdem dafür, dass jeder Raum innerhalb des Gebäudes mit einem analogen sowie einem leistungsfähigen, redundanten Dante-Netzwerk verbunden ist. Dies ermöglicht es, jeden Audio-Kanal in jedem beliebigen Raum zur Verfügung zu haben.
Seit der Eröffnung der Halle 2016 ist Mazagg regelmäßig für die Musikaufnahmen internationaler Film- und Serienproduktionen verantwortlich. Er entscheidet, welche und wie viele Mikrofone für die Aufnahmen des Orchesters zum Einsatz kommen und wie diese positioniert werden, um den Komponisten ihre „akustische Vorstellung des Scores“ zu realisieren. Zu den Auftraggebern gehören etwa Netflix, Sony Pictures Entertainment, Terra Mater Factual Studios, Marvel Studios. Für zahlreiche Produktionen war er auch für das anschließende Abmischen der Musik verantwortlich.
Für die Musikaufnahmen zum Roland-Emmerich-Blockbuster Moonfall kehrte Komponist Thomas Wander 2022 zum zweiten Mal nach Wien zurück, um mit Mazagg zu arbeiten. „Der Grundsound, den der Bernd hier erstellt, der ist schon großartig!“ Seine Mischungen und „wie er seine Mikrofone positioniert“, mache das Ausgangsmaterial schon so gut „dass man nur noch marginale Sachen verändern“ muss.

## Projekte (Auswahl)

### Filmmusikproduktionen
| Produktion                                                                                    | Art            | Musik                              | Jahr | Funktion                          |
| --------------------------------------------------------------------------------------------- | -------------- | ---------------------------------- | ---- | --------------------------------- |
| The Guardians of the Galaxy Holiday Special                                                   | Fernsehspecial | John Murphy                        | 2022 | Recording                         |
| She-Hulk: Die Anwältin (Original: She-Hulk: Attorney at Law)                                  | TV-Serie       | Amie Doherty                       | 2022 | Recording                         |
| Brahmastra Part One: Shiva                                                                    | Spielfilm      | Pitram                             | 2022 | Recording                         |
| Der Herr der Ringe: Die Ringe der Macht (Original: The Lord of the Rings: The Rings of Power) | TV-Serie       | Bear McCreary                      | 2022 | Recording                         |
| Sandman                                                                                       | TV-Serie       | David Buckley                      | 2022 | Recording                         |
| Ms. Marvel                                                                                    | TV-Serie       | Laura Karpman                      | 2022 | Recording                         |
| Beavis and Butt-Head Do the Universe                                                          | Animationsfilm | John Frizzell                      | 2022 | Recording & Mixing                |
| Moon Knight                                                                                   | TV-Serie       | Hesham Nazih                       | 2022 | Recording                         |
| Moonfall                                                                                      | Spielfilm      | Harald Kloser, Thomas Wander       | 2022 | Recording & Mixing in Dolby Atmos |
| Harry Potter 20th Anniversary: Return to Hogwarts                                             | Fernsehspecial | Charlie Mole                       | 2022 | Recording                         |
| Cinderella                                                                                    | Spielfilm      | Mychael Danna, Jessica Weiss       | 2021 | Recording                         |
| Vivo – Voller Leben                                                                           | Animationsfilm | Alex Lacamoire, Lin-Manuel Miranda | 2021 | Recording                         |
| The Battle at Lake Changjin (Original: Chang jin hu)                                          | Spielfilm      | Elliot Leung, Zhiyi Wang           | 2021 | Recording                         |
| Zurück ins Outback (Original: Back to the Outback)                                            | Animationsfilm | Rupert Gregson-Williams            | 2021 | Recording                         |
| Peterchens Mondfahrt (Original: Moonbound)                                                    | Animationsfilm | Ali N. Askin                       | 2020 | Recording                         |
| The Arctic: Our Last Great Wilderness                                                         | Dokumentarfilm | Alex Heffes                        | 2020 | Recording & Mixing                |
| Die bunte Seite des Monds (Original: Over the Moon)                                           | Animationsfilm | Steven Price                       | 2020 | Recording                         |
| Tesla                                                                                         | Spielfilm      | John Paesano                       | 2020 | Recording                         |
| Rebuilding Paradise                                                                           | Dokumentarfilm | Lorne Balfe, Hans Zimmer           | 2020 | Recording                         |
| The Rescue                                                                                    | Spielfilm      | Elliot Leung                       | 2020 | Recording & Mixing                |
| Lost in Russia (Original: Jiong ma)                                                           | Spielfilm      | Fei Peng                           | 2020 | Recording                         |
| Das letzte Problem                                                                            | Spielfilm      | Herbert Tucmandl                   | 2019 | Recording & Mixing                |
| Klaus                                                                                         | Animationsfilm | Alfonso G. Aguilar                 | 2019 | Recording                         |
| Midway – Für die Freiheit                                                                     | Spielfilm      | Harald Kloser, Thomas Wander       | 2019 | Recording                         |
| Ad Astra – Zu den Sternen                                                                     | Spielfilm      | Max Richter, Lorne Balfe           | 2019 | Recording                         |
| The Rookies (Original: Su ren te gong)                                                        | Spielfilm      | Dong-jun Lee                       | 2019 | Recording & Mixing                |
| Shanghai Fortress (Original: Shang hai bao lei)                                               | Spielfilm      | Dong-jun Lee                       | 2019 | Recording & Mixing                |
| Crawl                                                                                         | Spielfilm      | Max Aruj, Steffen Thum             | 2019 | Recording                         |
| Looking Up (Original: Yin he bu xi ban)                                                       | Spielfilm      | Steffen Thum                       | 2019 | Recording                         |
| Happy Deathday 2U                                                                             | Spielfilm      | Bear McCreary                      | 2019 | Recording                         |
| Sea of Shadows – Der Kampf um das Kokain des Meeres                                           | Dokumentarfilm | H. Scott Salinas                   | 2019 | Recording & Mixing                |
| Meg (Original: The Meg)                                                                       | Spielfilm      | Harry Gregson-Williams             | 2018 | Recording                         |
| Detroit: Become Human                                                                         | Videospiel     | John Paesano                       | 2018 | Recording                         |
| Pacific Rim: Uprising                                                                         | Spielfilm      | Lorne Balfe                        | 2018 | Recording                         |
| Mr. Sunshine (Original: Miseuteo Sunshain)                                                    | Fernsehserie   | Nam Hye-Seung                      | 2018 | Recording & Mixing                |
| Verschwörung (Original: The Girl in the Spider’s Web)                                         | Spielfilm      | Roque Baños                        | 2018 | Recording                         |
| Sky Hunter (Original: Kong tian lie)                                                          | Spielfilm      | Andrew Kawczynski                  | 2017 | Recording                         |
| Ghost in the Shell                                                                            | Spielfilm      | Lorne Balfe, Clint Mansell         | 2017 | Recording                         |
| The LEGO Batman Movie                                                                         | Animationsfilm | Lorne Balfe                        | 2017 | Recording                         |
| The Crown – Staffel 1                                                                         | Fernsehserie   | Rupert Gregson-Williams            | 2016 | Recording                         |
| Inferno                                                                                       | Spielfilm      | Hans Zimmer                        | 2016 | Recording                         |

### Musikproduktionen
| Interpret             | Album                | Jahr | Funktion                           |
| --------------------- | -------------------- | ---- | ---------------------------------- |
| Schiller              | Epic                 | 2021 | Recording                          |
| Michael Frankenberger | Voce Salis EP        | 2021 | Recording & Mixing                 |
| Chris Pilsner         | Elements EP          | 2019 | Recording                          |
| Dope Stars Inc.       | Make A Star EP       | 2006 | Musikproduzent, Recording & Mixing |
| L’Âme Immortelle      | Auf Deinen Schwingen | 2006 | Musikproduzent, Mixing             |

## Auszeichnungen und Nominierungen
- 2000: Nominierung „Panda Award“ für Sea of Shadows – Der Kampf um das Kokain des Meeres, Kategorie: Sound Design (gemeinsam mit Bernhard Zorzi, Michael Plöderl, Bernd Dormayer, Roland Winkler)[18]